# Brandtjärnen, Medelpad
Brandtjärnen är en sjö i Ånge kommun i Medelpad och ingår i Ljungans huvudavrinningsområde.